# Byrrill Creek
Byrrill Creek är ett vattendrag i Australien. Det ligger i delstaten New South Wales, i den sydöstra delen av landet, omkring 630 kilometer norr om delstatshuvudstaden Sydney.
I omgivningarna runt Byrrill Creek växer i huvudsak städsegrön lövskog. Runt Byrrill Creek är det ganska glesbefolkat, med 24 invånare per kvadratkilometer. Genomsnittlig årsnederbörd är 1 801 millimeter. Den regnigaste månaden är januari, med i genomsnitt 320 mm nederbörd, och den torraste är oktober, med 41 mm nederbörd.